# Vivendi (bedrijf)
Vivendi (tussen 2000 en 2006 Vivendi Universal) is een Frans mediaconglomeraat, vooral actief in de  televisie- en filmindustrie. Het hoofdkantoor is gelegen in Parijs en in New York heeft Vivendi een secundair hoofdkantoor. Het concern is wereldwijd actief.

## Activiteiten
Het concern heeft ultimo 2023 verschillende belangen in de internationale mediawereld. De twee belangrijkste bedrijfsonderdelen zijn Groupe Canal+ en Havas. Deze twee vertegenwoordigden zo'n 90% van de totale omzet. Per jaareinde 2023 telde het bedrijf zo'n 75.000 medewerkers. Verder heeft Vivendi nog 59,8% van de aandelen Lagerdère in handen en mag deze vanaf 1 december 2023 consolideren. Lagerdère is een grote internationale uitgever en telt zo'n 36.000 werknemers. Het is actief in 40 landen en ongeveer driekwart van de omzet wordt buiten Frankrijk gerealiseerd. Daarnaast heeft Videndi nog financiële belangen in, onder andere, Universal Music Group (10% van de aandelen), Telecom Italia (23,8%), MediaForEurope (19,8%) en FL Entertainment (19,2%).
Vivendi is beursgenoteerd en maakt onderdeel uit van de CAC40-aandelenindex. Veruit de grootste aandeelhouder is het Franse bedrijf Bolloré met 29,9% van de aandelen per 31 december 2023. Deze groep heeft ook drie van de 12 zetels in de raad van toezicht van Vivendi. Andere grootaandeelhouders ontbreken waardoor Bolloré de controle over het bedrijf heeft en in de eigen financiële rapportages wordt Vivendi volledig geconsolideerd.

### Resultaten
De financiële resultaten van Vivendi sinds 2012 zijn in de tabel hieronder opgenomen. De omzet is fors gedaald door de verkoop van de telefoonactiviteiten. De forse winst in 2014 is vooral het gevolg van de boekwinsten op de verkopen, waarvan de winst van 2,4 miljard euro op de verkoop van het belang in SFR de grootste bijdrage heeft geleverd. Met de opbrengst zijn de schulden afgelost en in 2015 had Vivendi per saldo zelfs 6,4 miljard euro in kas. In september 2021 werd het belang in UMG afgestoten. Dit leidde tot een halvering van de omzet, maar ook tot een bijzonder grote buitengewone bate in 2021. 
| Jaar      | Jaaromzet | Geschoond resultaat | Nettoresultaat | Nettoschuld |
| --------- | --------- | ------------------- | -------------- | ----------- |
| 2012      | 28.944    | 2550                | 164            | 13.400      |
| 2013      | 22.135    | 1540                | 1967           | 11.100      |
| 2014      | 10.089    | 626                 | 4744           | −4600       |
| 2015      | 10.762    | 697                 | 1932           | −6400       |
| 2016      | 10.819    | 755                 | 1256           | −1068       |
| 2017      | 12.444    | 1312                | 1228           | 2340        |
| 2018      | 13.932    | 1157                | 127            | −176        |
| 2019      | 15.898    | 1741                | 1583           | 4064        |
| 2020      | 16.090    | 1228                | 1440           | 4953        |
| 2020 (hz) | 8668      | 292                 | 1440           | 4953        |
| 2021      | 9572      | 649                 | 24.692         | −348        |
| 2022      | 9595      | 343                 | −1010          | 860         |
| 2023      | 10.510    | 722                 | 405            |             |

## Geschiedenis
Vivendi SA is voortgekomen uit de fusie tussen het Franse water- en media-imperium Vivendi, dat onder andere het televisienetwerk Canal+ bezat en het Canadese The Seagram Company, destijds eigenaar van de filmmaatschappij Universal Studios. Nadat Vivendi begin 2000 het merendeel van de Seagram-aandelen in handen had, werd het Canadese concern gestript en werd de oorspronkelijke waterdivisie van Vivendi verkocht (tegenwoordig Veolia Environnement). In juni 2000 werd de fusie voltooid en ontstond "Vivendi Universal". Op 20 april 2006 werd de oude naam weer in gebruik genomen, "Vivendi".
In 2004 fuseerde Vivendi Universal Entertainment met National Broadcasting Company (NBC) van General Electric, waardoor de grote mediagroep NBC Universal werd gecreëerd. Vivendi bezat 20% in de onderneming via Universal Studios Holding I Corporation, terwijl General Electric de resterende aandelen had. In december 2009 verkocht Vivendi zijn aandelenbelang aan Comcast.
In april 2011 kocht Vivendi alle aandelen SFR die het nog niet in bezit had. Het Britse Vodafone, met een minderheidsbelang van 44% in SFR, verkocht de aandelen voor € 7,95 miljard. SFR en Vodafone bleef de komende drie jaar wel nog commercieel samenwerken. In november 2013 kocht Vivendi de minderheidsaandeelhouder Lagardère in Canal+ uit voor ongeveer € 1 miljard. Lagardère had nog 20% van de aandelen in handen. De samenwerking tussen beide aandeelhouders was niet altijd even goed, maar deze problemen waren nu ten einde met Vivendi als enige aandeelhouder.
In 2014 nam Vivendi het besluit om met een van de twee hoofdactiviteiten door te gaan. Die mogelijkheid werd onderzocht, omdat de twee onderdelen los meer waard zijn dan bij elkaar in een concern. Al in juli 2013 verkocht Vivendi zijn controlerend belang in Activision Blizzard voor € 6 miljard. Hierbij kwam een deel van het geld uit een investeringsgroep onder leiding van het bestuur van Activision Blizzard. Vivendi bleef met een belang van 12% nog wel aandeelhouder in het bedrijf. In mei 2014 verkocht Vivendi nog eens 5,8% van de aandelen in Activision voor US$ 850 miljoen. Vanaf januari 2015 kon Vivendi de laatste aandelen in dit bedrijf verkopen.
Vivendi besloot zich te concentreren op de media-activiteiten. Alle telecomactiviteiten werden verkocht. Als eerste nam Emirates Telecommunications Corp. (Etisalat) in november 2013 Vivendi's belang over in Maroc Telecom voor € 4,2 miljard. Etisalat is voor 60% in overheidshanden en is in 15 landen actief en na de overname ook in Marokko.
In maart 2014 ontving Vivendi twee biedingen voor SFR. Altice zou ongeveer 14,7 miljard euro voor SFR willen betalen en het Franse bouw- en telecomconcern Bouygues heeft een bod gedaan van bijna 19 miljard euro. Na de eerste biedingen hebben beide potentiële kopers hun bod verhoogd. In april 2014 werd bekend dat Vivendi SFR ging verkopen aan kabelbedrijf Altice. Altice heeft de mobiele telefoondiensten van SFR samengevoegd met zijn Franse kabeldochter Numericable. De verkoop leverde Vivendi zo’n € 17 miljard op, waarvan € 13,5 miljard in contanten en verder een aandelenbelang van 20% in het fusiebedrijf. SFR telde ongeveer 9000 werknemers. In november 2014 werd de transactie afgerond en het bedrijf gaat verder als Numericable-SFR. Eind februari 2015 accepteerde Vivendi het bod van Altice om het resterende belang van 20% in Numericable-SFR over te nemen. Altice bood € 40 per aandeel en de transactie had een totale waarde van € 3,9 miljard. De helft van het belang wordt gekocht door Numericable-SFR via een inkoop van eigen aandelen en de rest neemt Altice over waarmee het aandelenbelang stijgt naar 70,4%. In mei 2015 werd deze transactie afgerond.
Op 2 september 2014 sloot Vivendi een contract met Telefónica voor de overname van GVT voor € 7,2 miljard. De overnamesom werd voldaan in contanten en aandelen. Vivendi kreeg zo een aandelenbelang van 7,4% in Telefónica Brasil en 5,7% van de aandelen in Telecom Italia. Met deze overname versterkte Telefónica zijn positie in Brazilië. Nadat de transactie was afgesloten heeft Vivendi in de daaropvolgende maanden het belang in Telecom Italia uitgebreid tot 19,9% per begin oktober 2015.
Medio december 2016 maakte Vivendi bekend in korte tijd een aandelenbelang van 20% in het Italiaanse Mediaset te hebben opgebouwd. In reactie liet Fininvest, het investeringsbedrijf van ex-premier Silvio Berlusconi, weten het 35% belang in Mediaset te gaan uitbreiden. Eerder dit jaar zag Vivendi nog af van een plan waarbij het bedrijf een deel van de divisie betaaltelevisie van Mediaset zou overnemen.
Medio april 2017 oordeelde de Italiaanse toezichthouder Agcom dat de minderheidsbelangen in Telecom Italia en Mediaset in strijd zijn met de Gasparri-wet. Doel van de wet is het voorkomen van dominante posities in de mediamarkt en het behoud van de journalistieke pluriformiteit. De toezichthouder gaf Vivendi een jaar de tijd de belangen af te bouwen en verlangde binnen zestig dagen een plan van aanpak. Vivendi vocht het besluit juridisch aan. In september 2020 deed het Europese Hof van Justitie uitspraak in deze zaak. De Italiaanse wet blokkeert de overname van Italiaanse media- en telecommunicatiebedrijven door bedrijven uit andere Europese lidstaten, dit is niet toegestaan. Het hof meende ook dat overnames geen gevaar zijn voor de pluriformiteit van de media. Deze uitspraak was bindend. Vivendi mag zijn aandelenbelang houden en krijgt ook weer stemrecht op alle aandelen Mediaset die het in handen heeft.
Per 1 februari 2019 werd Editis ingelijfd. Editis is een grote uitgever van boeken in Frankrijk en de rest van Europa. Per jaar geeft het zo'n 4000 boeken uit. Editis behaalde een omzet van ruim € 0,7 miljard en telde 2558 medewerkers. De verkoper van Editis, het Spaanse Grupo Planeta, kreeg € 900 miljoen voor het bedrijf.
In maart 2020 verkocht het bedrijf een aandelenbelang van 10% in Universal Music Group (UMG) aan een internationaal consortium onder leiding van het Chinese bedrijf Tencent. In januari 2021 kocht het consortium een extra pakket aandelen waarmee het belang verdubbelde. Deze aankopen duiden op een totale waarde van 30 miljard euro voor heel UMG. Op 21 september 2021 kreeg UMG een beursnotering aan de Amsterdamse beurs. Vivendi had nog een belang van 70%, maar heeft 60%-punt aan de aandeelhouders van Vivendi gegeven waardoor nog een klein aandelenbelang van 10% resteert.
In april 2020 nam Vivendi een aandelenbelang van 10% in Lagardère. Lagerdère is actief als uitgever van boeken (Hachette), als retailer op o.a. luchthavens, treinstations, in zowel food als non-food, zoals Travel Essentials, Duty Free & Fashion en Foodservice (Lagardère Travel Retail), heeft een nieuws-radiozender (Europe 1) en concerten (Lagardère Live Entertainment). Het belang werd stapsgewijs verder verhoogd, in oktober 2020 was het gestegen naar 26,7% van de aandelen die 20,2% van het stemrecht vertegenwoordigen. In juni 2022 had het de meerderheid van de aandelen en stemrecht in handen. De Europese Commissie deed onderzoek en gaf toestemming voor de overname onder voorwaarden. Vivendi moet de eigen boekuitgever Editis en het blad Gela verkopen. In november 2023 werd de Lagardère-transactie afgerond met de verkoop Gala aan Groupe Figaro. Editis was al korte tijd daarvoor verkocht aan International Media Invest. Met de consolidatie van Lagardère nam Vivendi fors in omvang toe. Op basis van de resultaten van 2022 zou de omzet uitkomen op zo'n € 16,5 miljard en het bedrijf 66.000 medewerkers tellen. Lagardère wordt vanaf 1 december 2023 in de resultaten van Vivendi meegenomen.
Op 9 december 2024 stemden de aandeelhouders bijna unaniem in met het plan om Vivendi in drie delen op te splitsen. Het grootste bedrijfsonderdeel Canal+ zal een beursnotering krijgen in Londen, maar het hoofdkantoor blijft in Frankrijk. Havas gaat naar Euronext Amsterdam en de uitgever Hachette krijgt een notering in Parijs. De aandeelhouders Vivendi krijgen, naar rato van hun aandelenbelang, aandelen in deze drie bedrijven. 